# Habranthus tubispathus
Espèce
Classification APG III (2009)
Habranthus tubispathus est une espèce de plantes à fleurs de la famille des Amaryllidacées. Elle est originaire d'Amérique du Sud (Argentine, Brésil, Paraguay et Uruguay).